# Thorsø Høje Pastorat
Thorsø Høje Pastorat var et pastorat i Norddjurs Provsti, Aarhus Stift.
1. august 2018 indgik pastoratet i Norddjurs Østre Pastorat, som i 2019 skiftede navn til Fornæs Pastorat.
I pastoratet var der fire sogne:
- Karlby Sogn
- Veggerslev Sogn
- Villersø Sogn
- Voldby Sogn

I pastoratet var der fire kirker
- Karlby Kirke
- Veggerslev Kirke
- Villersø Kirke
- Voldby Kirke